# أليشاندري تومبيني
أليشاندري تومبيني (من مواليد 9 ديسمبر 1963) اقتصادي برازيلي. كان رئيسًا للبنك المركزي البرازيلي حتى 13 يونيو 2016، عندما تم استبداله بإيلان جولدفاين. منذ سبتمبر 2019 شغل منصب الممثل الرئيسي لبنك التسويات الدولية للأمريكتين ومقره في مكسيكو سيتي.

## نشاطه
صنع تومبيني مهنية عالية في القطاع العام الفيدرالي. عمل في وزارة المالية بين عامي 1991 و1995 حيث ترأس الفريق الفني المفاوض بشأن التعريفة الخارجية المشتركة لميركوسور. بين عامي 1995 و1998 كان مستشارًا خاصًا لمجلس التجارة الخارجية ورئيس أركان رئاسة الجمهورية. وكان له الفضل في دوره في وضع إستراتيجية لخفض التضخم في عام 1999. وهو مسؤول في البنك المركزي منذ عام 1998 حيث كان مديرًا للشؤون الدولية (2006) ومديرًا للدراسات الخاصة (2006). بين عامي 2001 و2005 عمل في مكتب التمثيل البرازيلي في صندوق النقد الدولي. وكان أيضًا مستشارًا أول للمدير التنفيذي وعضو مجلس المديرين التنفيذيين في المكتب التمثيلي البرازيلي وصندوق النقد الدولي في واشنطن العاصمة في الولايات المتحدة الأمريكية من يوليو 2001 إلى مايو 2005، ورئيس قسم الأبحاث في البنك المركزي البرازيلي في برازيليا من مارس 1999 إلى يونيو 2001، وكبير مستشاري مجلس الإدارة في البنك المركزي البرازيلي من مايو 1998 إلى مارس 1999، ومستشار خاص لغرفة التجارة الخارجية ومكتب الأركان الرئاسي في رئاسة الجمهورية برازيليا من فبراير 1995 إلى مايو 1998، والمنسق العام للشؤون الخارجية في أمانة السياسة الاقتصادية وزارة المالية في برازيليا من ديسمبر 1992 إلى يناير 1995، وأستاذ زائر قسم الاقتصاد جامعة برازيليا في برازيليا من مارس 1993 إلى ديسمبر 1994، ومنسق التحليل الدولي إدارة الشؤون الدولية في أمانة التخطيط بوزارة الاقتصاد والمالية والتخطيط من سبتمبر 1991 إلى ديسمبر 1992. كان مسؤولاً عن تشغيل نموذج الاقتصاد القياسي العالمي الذي تم تطويره من قبل كلية لندن للأعمال ورئيس المجموعة الفنية المسؤولة عن التفاوض بشأن التعريفة الخارجية المشتركة لمركوسول ومحرر بوليتيم دي إيكونوميا إنترناسيونال في نشرة الاقتصاد الدولية التي تنشرها الوزارة كل ثلاثة أشهر. السيد تومبيني حاصل على درجة الدكتوراه، دكتوراه في الاقتصاد من جامعة إلينوي في أوربانا شامبين الولايات المتحدة الأمريكية في أغسطس 1991 وبكالوريوس في الاقتصاد جامعة برازيليا في ديسمبر 1984. وكان أيضًا أستاذًا زائرًا في جامعة برازيليا.
في 24 نوفمبر 2010 تم اختيار تومبيني من قبل الرئيسة ديلما روسيف لمنصب رئيس البنك المركزي من قبل حكومتها من عام 2011 ليحل محل هنريكي ميريليس وكوسيلة لمواصلة السياسة الاقتصادية لحكومة لولا. في خطابه الأول قال إنه سيكون لديه استقلالية تشغيلية كاملة وأن هدفه هو السيطرة على التضخم والتي لن تتجاوز هدف 4.5 في المائة سنويًا. وقال أيضًا إن مهمة البنك المركزي ستكون ضمان القوة الشرائية للريال البرازيلي. بدأ فترة عمله بخفض أسعار الفائدة من 12.5٪ إلى 7.5٪ ومع ذلك تزامنت ولايته مع التراجع الاقتصادي في البرازيل.